# Luís Gonçalves da Câmara
Luís Gonçalves da Câmara (Funchal, c. 1519 — Lisboa, 15 de março de 1575) foi um padre da Companhia de Jesus, confidente de Inácio de Loyola, confessor e preceptor do rei D. Sebastião. Privou e correspondeu-se com importantes figuras seiscentistas, sendo uma personagem ambígua – odiada e admirada – e cujos percurso e legado são de uma importância indiscutível para a história da sua Ordem e do seu país.

## Biografia
Nasceu no Funchal, ilha da Madeira, filho de João Gonçalves da Câmara, capitão do donatário no Funchal, e de sua esposa, Leonor de Vilhena. Foi irmão de Simão Gonçalves da Câmara, 1.º conde da Calheta, e de  Martim Gonçalves da Câmara, reitor da Universidade de Coimbra.
Em 1535 iniciou seus estudos no Colégio de Santa Bárbara da Universidade de Paris, onde conheceu Pierre Favre (1506-1546), hoje conhecido como São Pedro Fabro, e outros companheiros de Inácio de Loyola (c. 1491-1556), que havia retornado a Espanha no início da primavera desse mesmo ano. Obtido o grau de Mestre em Letras naquela Universidade, regressou a Portugal para iniciar os estudos de Teologia na Universidade de Coimbra.
Após ingressar na Companhia de Jesus, em Coimbra em 27 de abril de 1545, foi enviado para o noviciado de Valência por alguns meses por o ter afastado da sua nobre e poderosa família, que se opunha à decisão do jovem. De volta a Coimbra, em 1547, foi nomeado reitor do Colégio de Jesus daquela cidade. Em 1548 fez parte, com João Nunes Barreto (1517-1562, futuro Patriarca da Etiópia, da primeira missão jesuíta a Tetouan (Marrocos), encarregada de prestar ajuda espiritual aos portugueses residentes e aos cristãos cativos. O excesso de trabalho e a doença levaram ao seu regresso a Lisboa, de onde continuou a tratar de assuntos relacionados com a mesma missão.
Foi enviado a Roma pelo visitador Miguel de Torres (1509-1593), onde chegou a 23 de maio de 1553, para prestar contas sobre o preocupante estado da Província de Portugal da Ordem, situação que era consequência da má gestão do primeiro provincial e cofundador Simão Rodrigues. Em Roma ganhou a confiança de Inácio de Loyola, que em agosto de 1554 o nomeou Ministro da Casa Professa. Permaneceu em Roma até 23 de outubro de 1555, data em que quando empreendeu o regresso a Portugal. Com essa confiança, Gonçalves da Câmara soube fazer com que o fundador e primeiro superior-geral decidisse atender aos repetidos pedidos de alguns dos seus companheiros, com Jerónimo Nadal (1507-1580) e Juan Alfonso de Polanco (1517-1576) entre os mais insistentes, para que aceitasse narrar com algum detalhe os principais incidentes da sua vida. Dessas narrações nasceu a obra Acta Patris Ignatii, na qual Gonçalves da Câmara registou quanto Inácio relatou sobre o seu percurso biográfico, desde os seus primeiros anos ao ano de 1538. A narração ocorreu em três ocasiões distintas: agosto-setembro de 1553; março de 1555; e setembro-outubro de 1555. Nela Gonçalves da Câmara transcreveu o que ouviu de Inácio de Loyola na chamada autobiografia do santo, de capital importância para conhecer a evolução interna do fundador da Companhia de Jesus e a génese da nova ordem religiosa. Gonçalves da Câmara também guardou um Memoriale dos seus dias na Casa Generalícia de Roma, entre 26 de janeiro e 18 de outubro de 1555, cuja escrita definitiva o ocupou na fase final da vida.
Para além destas duas obras, vindas da sua pena, Gonçalves relaciona-se com dois célebres textos inacianos: a Carta da Perfeição (1547-05-07) dirigida à comunidade escolar de Coimbra, da qual Gonçalves foi para o então Chanceler; e a Carta de Obediência, datada de 26 de março de 1553 e dirigida à Província de Portugal, em resposta a uma carta de Gonçalves da Câmara datada de 6 de janeiro de 1553, na qual dava conta da situação da Província.
Após a morte de Inácio (Roma, 1556-07-31), Gonçalves regressou a Roma em 1558 para frequentar a Primeira Congregação Geral que elegeu Diego Laínez (c. 1512-1565) para suceder ao falecido primeiro superior-geral. A mesma Congregação Geral nomeou Gonçalves Assistente para Portugal, o que o manteve em Roma até julho de 1559 quando, a pedido da Corte portuguesa, teve de regressar a Portugal para se encarregar da formação de D. Sebastião (1554-1578, que ficara órfão de seu pai, o príncipe herdeiro D. João Manuel de Portugal (1537-1554) antes de nascer e abandonado por sua mãe, Joana da Áustria e Espanha (1535-1573. Desde recém-nascido, o príncipe estava sob os cuidados da sua avó paterna, D. Catarina da Áustria (1507-1578).
Gonçalves da Câmara tornou-se professor e confessor do jovem príncipe herdeiro até que, anos depois, a própria rainha-avó afastou o jesuíta da Corte, acusando-o de atrapalhar os planos de casamento do infante.
Nomeado Provincial de Portugal, em 1574 foi substituído por Manuel Rodrigues (1534-1596) por decisão de Everardo Mercuriano (c1514-1580), quarto superior-geral) após relatórios sobre a situação da Província por Simão Rodrigues (c1510- 1579) após o seu regresso a Portugal após duas décadas de ausência.
Gonçalves da Câmara faleceu em Lisboa em 15 de março de 1575. O seu ex-aluno, o então rei D. Sebastião, terá ficado profundamente comovido ao receber a notícia em Évora.

## Bibliographia
- Câmara, Luís Gonçalves da. Pereira, E., Rodrigues, G. Portugal: diccionario... Lisboa: J. Romano Torres, 1906. T. II., p. 639-640.
- Carvalho, J. Vaz de. Câmara, Luís Gonçalves da. Diccionario histórico de la Compañía de Jesús... Roma, Madrid, 2001. T. I., p. 608-609.
- Aubert, R. Gonzalez de Camara, Luis. Dictionnaire d'histoire et de géographie ecclésiastiques... Paris,1986. V. 21, Col. 665.